# Гуляєв Володимир Леонідович
Гуляєв Володимир Леонідович (30 жовтня 1924, Свердловськ, Росія — 3 листопада 1997) — радянський і російський актор. Заслужений артист РРФСР (1976).

## Біографія
Закінчив Всесоюзний державний інститут кінематографії (1951, майстерню С. Юткевича і М. Ромма). Працював у Театрі-студії кіноактора.

## Фільмографія
- Сільський лікар (1951)
- «У квадраті 45» (1955)
- «Чужа рідня» (1955)
- «Зірки зустрічаються в Москві» (1955)
- «Альошкіна любов» (1960)
- «Бій після перемоги» (1960)
- «Академік з Асканії» (1961)
- «Капронові сіті» (1962)
- «Криниці» (1964)
- «Ні і так» (1966)
- «Чорт із портфелем» (1966)
- «Діамантова рука» (1968, Володя, лейтенант міліції / двійник Володі)
- «Якщо ти чоловік...» (1971)
- «Бій після перемоги» (1972)
- «Любов земна» (1974)
- «Не може бути!» (1975)
- «Алмази для Марії» (1975)
- «Береги» (1977)
- «Кафе „Ізотоп“» (1977)
- «Повість про абхазького хлопця» (1977)
- «Близька далина» (1978)
- «Надія і опора» (1982)
- «Брама до небес» (1983)

Знявся в українських фільмах:
- «Весна на Зарічній вулиці» (1956, Юрко),
- «Його покоління» (1959, Назар Очерет),
- «Шурка обирає море» (1964, Льонька), Діамантова рука (1969,Міліціант близнюк)
- «Зухвалість» (1972),
- «Чортів п'яниця» (1991).